# Брњица (Голубац)
Брњица је насеље у Србији у општини Голубац у Браничевском округу. Према попису из 2022. било је 204 становника.
Овде се налази Кањон Брњичке реке.

## Демографија
У насељу Брњица живи 328 пунолетних становника, а просечна старост становништва износи 43,7 година (42,0 код мушкараца и 45,2 код жена). У насељу има 138 домаћинстава, а просечан број чланова по домаћинству је 2,83.
Ово насеље је углавном насељено Србима (према попису из 2002. године), а у последња три пописа, примећен је пад у броју становника.
|  |

| Демографија | Демографија | Демографија |
| Година      | Становника  | Становника  |
| ----------- | ----------- | ----------- |
| 1948.       | 632         |             |
| 1953.       | 664         |             |
| 1961.       | 720         |             |
| 1971.       | 590         |             |
| 1981.       | 605         |             |
| 1991.       | 531         | 488         |
| 2002.       | 391         | 454         |
| 2011.       | 294         |             |

| Етнички састав према попису из 2002.‍ | Етнички састав према попису из 2002.‍ | Етнички састав према попису из 2002.‍ | Етнички састав према попису из 2002.‍ | Етнички састав према попису из 2002.‍ |
| ------------------------------------ | ------------------------------------ | ------------------------------------ | ------------------------------------ | ------------------------------------ |
|                                      |                                      |                                      |                                      |                                      |
| Срби                                 | Срби                                 |                                      | 299                                  | 76,47%                               |
| Власи                                | Власи                                |                                      | 60                                   | 15,34%                               |
| Румуни                               | Румуни                               |                                      | 3                                    | 0,76%                                |
| Украјинци                            | Украјинци                            |                                      | 2                                    | 0,51%                                |
| Црногорци                            | Црногорци                            |                                      | 1                                    | 0,25%                                |
| Бугари                               | Бугари                               |                                      | 1                                    | 0,25%                                |
| Југословени                          | Југословени                          |                                      | 1                                    | 0,25%                                |
| непознато                            | непознато                            |                                      | 19                                   | 4,85%                                |

| Година пописа     | 1948. | 1953. | 1961. | 1971. | 1981. | 1991. | 2002. |
| ----------------- | ----- | ----- | ----- | ----- | ----- | ----- | ----- |
| Број домаћинстава | 147   | 141   | 169   | 158   | 170   | 167   | 138   |

| Број чланова      | 1  | 2  | 3  | 4  | 5  | 6  | 7 | 8 | 9 | 10 и више | Просек |
| ----------------- | -- | -- | -- | -- | -- | -- | - | - | - | --------- | ------ |
| Број домаћинстава | 38 | 37 | 19 | 16 | 14 | 12 | 1 | 1 | 0 | 0         | 2,83   |

| Пол    | Укупно | Неожењен/Неудата | Ожењен/Удата | Удовац/Удовица | Разведен/Разведена | Непознато |
| ------ | ------ | ---------------- | ------------ | -------------- | ------------------ | --------- |
| Мушки  | 156    | 29               | 104          | 16             | 6                  | 1         |
| Женски | 184    | 24               | 103          | 50             | 5                  | 2         |
| УКУПНО | 340    | 53               | 207          | 66             | 11                 | 3         |

| Пол    | Укупно                    | Пољопривреда, лов и шумарство | Рибарство                            | Вађење руде и камена | Прерађивачка индустрија       |
| ------ | ------------------------- | ----------------------------- | ------------------------------------ | -------------------- | ----------------------------- |
| Мушки  | 70                        | 6                             | 0                                    | 31                   | 3                             |
| Женски | 49                        | 4                             | 0                                    | 2                    | 21                            |
| УКУПНО | 119                       | 10                            | 0                                    | 33                   | 24                            |
| Пол    | Производња и снабдевање   | Грађевинарство                | Трговина                             | Хотели и ресторани   | Саобраћај, складиштење и везе |
| Мушки  | 0                         | 1                             | 1                                    | 3                    | 16                            |
| Женски | 0                         | 0                             | 6                                    | 4                    | 3                             |
| УКУПНО | 0                         | 1                             | 7                                    | 7                    | 19                            |
| Пол    | Финансијско посредовање   | Некретнине                    | Државна управа и одбрана             | Образовање           | Здравствени и социјални рад   |
| Мушки  | 0                         | 1                             | 0                                    | 0                    | 0                             |
| Женски | 0                         | 0                             | 2                                    | 2                    | 2                             |
| УКУПНО | 0                         | 1                             | 2                                    | 2                    | 2                             |
| Пол    | Остале услужне активности | Приватна домаћинства          | Екстериторијалне организације и тела | Непознато            | Непознато                     |
| Мушки  | 1                         | 0                             | 0                                    | 7                    | 7                             |
| Женски | 0                         | 0                             | 0                                    | 3                    | 3                             |
| УКУПНО | 1                         | 0                             | 0                                    | 10                   | 10                            |

## Галерија 2021. године
- Стара зграда на улазу у насеље
- Део насеља на обали Дунава и Брњичке реке
- Улица и кривина
- Улица поред реке
- Улица